# Гадельшин, Эдгар Ренатович
Эдгар Ренатович Гадельшин (Гадыльшин) (12 января 1970, Казань — 21 октября 2012) — советский и российский хоккеист, защитник. Мастер спорта.
Воспитанник казанского СК им. Урицкого, тренер Владимир Зайцев. Выступал за клуб в юниорском (1986/87) и молодёжном (1987/88) чемпионатах СССР. В сезонах 1987/88 — 1988/89 играл во второй лиге за «Нефтяник» Альметьевск. Во время армейской службы выступал за ленинградские «СКА-2» (1989/90) и СКА (1990/91). Играл в открытом чемпионате России за казанские клубы «Тан» (1992/93) и «Итиль-2» (1993/94), «Нефтяник» Альметьевск (1993/94), «Нефтехимик» Нижнекамск (1994—1995). Выступал за польские клубы «Напшуд Янув» (1995/96) и СТС (1996).
В последние годы жизни принимал участие в чемпионате Республики Татарстан по хоккею в составе команды «Факел». Был постоянным участником чемпионата Казани, членом ветеранской команды РТ и ХК МВД РТ и входил в состав паралимпийской сборной России. Скончался 21 октября 2012 года в связи с болезнью поджелудочной железы панкреатитом из-за проблем с алкоголем. Похоронен на Архангельском кладбище города Казани.